# Distribució de Cauchy multivariant
En Teoria de la probabilitat i Estadística, la distribució de Cauchy multivariant o multivariable és una extensió vectorial de la distribució de Cauchy i coincideix amb una distribució {\displaystyle t} multivariant amb un grau de llibertat. Pertany a la família de distribucions amb simetria el·líptica i és una distribució estable.

## Definició
Escriurem tots els vectors en columna i per una matriu o vector {\displaystyle {\boldsymbol {A}}} , designarem per {\displaystyle {\boldsymbol {A}}'} la seva transposada.
Sigui {\displaystyle {\boldsymbol {\mu }}=(\mu _{1},\dots ,\mu _{p})'\in \mathbb {R} ^{p}} i {\displaystyle {\boldsymbol {\Sigma }}} una matriu {\displaystyle p\times p} definida positiva (en particular, simètrica i amb determinant diferent de 0). Un vector aleatori {\displaystyle {\boldsymbol {X}}=(X_{1},\dots ,X_{p})'} es diu que té distribució de Cauchy multivariant (o multivariable) amb paràmetres {\displaystyle {\boldsymbol {\mu }}} i {\displaystyle {\boldsymbol {\Sigma }}} si té funció de densitat
| {\displaystyle f_{\boldsymbol {X}}({\boldsymbol {x}})={\frac {\Gamma {\big (}(p+1)/2{\big )}}{\pi ^{(p+1)/2}\,{\sqrt {{\text{det}}\,{\boldsymbol {\Sigma }}}}}}\,{\frac {1}{{\big (}1+({\mathbf {x} }-{\boldsymbol {\mu }})'{\boldsymbol {\Sigma }}^{-1}({\mathbf {x} }-{\boldsymbol {\mu }}){\big )}^{(p+1)/2}}},\quad {\boldsymbol {x}}=(x_{1},\dots ,x_{p})'\in \mathbb {R} ^{p},\qquad \qquad (1)} |
on {\displaystyle {\text{det}}\,{\boldsymbol {\Sigma }}} és el determinant de la matriu {\displaystyle {\boldsymbol {\Sigma }}}. S'escriu {\displaystyle {\boldsymbol {X}}\sim {\mathcal {C}}_{p}({\boldsymbol {\mu }},{\boldsymbol {\Sigma }})} o {\displaystyle {\boldsymbol {X}}\sim {\text{Cauchy}}_{p}({\boldsymbol {\mu }},{\boldsymbol {\Sigma }})}. Coincideix amb una distribució t multivariant amb un grau de llibertat, {\displaystyle {\boldsymbol {t}}_{p}(1,{\boldsymbol {\mu }},{\boldsymbol {\Sigma }})}.
Quan {\displaystyle {\boldsymbol {\mu }}={\boldsymbol {0}}} i {\displaystyle {\boldsymbol {\Sigma }}={\boldsymbol {I}}_{p}}, on {\displaystyle {\boldsymbol {I}}_{p}} és la matriu identitat de dimensió {\displaystyle p}, aleshores la funció de densitat és
{\displaystyle f_{\boldsymbol {X}}(x_{1},\dots ,x_{p})={\frac {\Gamma {\big (}(p+1)/2{\big )}}{\pi ^{(p+1)/2}}}\,{\frac {1}{(1+\sum _{j=1}^{p}x_{j}^{2})^{(p+1)/2}}}.\qquad \qquad (2)}
que és una extensió vectorial de la distribució de Cauchy estàndard {\displaystyle {\mathcal {C}}(0,1)}.
Observació sobre les notacions. En el cas {\displaystyle p=1}, amb {\displaystyle {\boldsymbol {\Sigma }}=\sigma ^{2}} , {\displaystyle \sigma >0}, la funció de densitat (1) és {\displaystyle f(x)={\frac {1}{\pi \sigma }}\,{\frac {1}{1+{\Big (}{\dfrac {x-\mu }{\sigma }}{\Big )}^{2}}}.}En la notació de la distribució de Cauchy ordinària aquesta densitat correspon a una distribució {\displaystyle {\mathcal {C}}(\mu ,\sigma )}, mentre que en la notació multivariant seria {\displaystyle {\mathcal {C}}_{1}(\mu ,\sigma ^{2})}. En aquest article, quan {\displaystyle p=1}, escriurem {\displaystyle {\mathcal {C}}(\mu ,\sigma )} .

## Propietats
La majoria de propietats s'obtenen directament de les de la distribució {\displaystyle t} multivariant amb un grau de llibertat. Algunes de les més importants són

### Representacions
1. Si {\displaystyle Z_{1},\dots ,Z_{p+1}}són variables aleatòries normals estàndard independents. Aleshores {\displaystyle {\Big (}{\frac {Z_{1}}{\vert Z_{p+1}\vert }},\dots ,{\frac {Z_{p}}{\vert Z_{p+1\vert }}}{\Big )}^{\prime }\sim {\mathcal {C}}_{p}({\boldsymbol {0}},{\boldsymbol {I}}_{p}).} 
2. A més, a l'igual que en el cas de la distribució de Cauchy estàndard ordinària, podem suprimir el valor absolut dels denominadors: {\displaystyle {\Big (}{\frac {Z_{1}}{Z_{p+1}}},\dots ,{\frac {Z_{p}}{Z_{p+1}}}{\Big )}^{\prime }\sim {\mathcal {C}}_{p}({\boldsymbol {0}},{\boldsymbol {I}}_{p}).\qquad \qquad (3)}
Aquesta propietat pot demostrar-se mitjançant la transformació {\displaystyle (Z_{1},\dots ,Z_{p},Z_{p+1})\longrightarrow {\Big (}{\frac {Z_{1}}{Z_{p+1}}},\dots ,{\frac {Z_{p}}{Z_{p+1}}},Z_{p+1}{\Big )}} (vegeu la fórmula de canvi de variables per a vector aleatoris) i calculant la densitat marginal del vector {\displaystyle {\Big (}{\frac {Z_{1}}{Z_{p+1}}},\dots ,{\frac {Z_{p}}{Z_{p+1}}}{\Big )}}. Vegeu els detalls en el cas {\displaystyle p=1} a Severini ; en el cas vectorial els càlculs són molt anàlegs.
3. Sigui {\displaystyle {\boldsymbol {X}}\sim {\mathcal {C}}_{p}({\boldsymbol {0}},{\boldsymbol {I}}_{p})}, {\displaystyle {\boldsymbol {\mu }}\in \mathbb {R} ^{p}} i {\displaystyle {\boldsymbol {\Sigma }}} una matriu {\displaystyle p\times p} definida positiva. Designem per {\displaystyle {\boldsymbol {\Sigma }}^{1/2}} l'arrel quadrada de la matriu {\displaystyle {\boldsymbol {\Sigma }}}. Aleshores {\displaystyle {\boldsymbol {\Sigma }}^{1/2}{\boldsymbol {X}}+{\boldsymbol {\mu }}\sim {\mathcal {C}}_{p}({\boldsymbol {\mu }},{\boldsymbol {\Sigma }}).\qquad \qquad (4)}
Recíprocament, si {\displaystyle {\boldsymbol {V}}\sim {\mathcal {C}}_{p}({\boldsymbol {\mu }},{\boldsymbol {\Sigma }})}, llavors, {\displaystyle {\boldsymbol {\Sigma }}^{-1/2}({\boldsymbol {V}}-{\boldsymbol {\mu }})\sim {\mathcal {C}}_{p}({\boldsymbol {0}},{\boldsymbol {I}}_{p}).}

### Distribucions marginals
Sigui {\displaystyle {\boldsymbol {X}}\sim {\mathcal {C}}_{p}({\boldsymbol {\mu }},{\boldsymbol {\Sigma }})}. Aleshores qualsevol subvector te distribució de Cauchy (multivariant).

### Transformacions afins
Sigui {\displaystyle {\boldsymbol {X}}\sim {\mathcal {C}}_{p}({\boldsymbol {\mu }},{\boldsymbol {\Sigma }})}, {\displaystyle {\boldsymbol {B}}} una matriu {\displaystyle p\times p} definida positiva (en particular, simètrica) i {\displaystyle {\boldsymbol {b}}\in \mathbb {R} ^{p}}. Aleshores
{\displaystyle {\boldsymbol {B}}{\boldsymbol {X}}+{\boldsymbol {b}}\sim {\mathcal {C}}_{p}({\boldsymbol {B}}{\boldsymbol {\mu }}+{\boldsymbol {b}},{\boldsymbol {B\Sigma B}}).}

### Combinacions lineals de les components
Sigui {\displaystyle {\boldsymbol {X}}\sim {\mathcal {C}}_{p}({\boldsymbol {\mu }},{\boldsymbol {\Sigma }})}. Considerem una combinació lineal de les seves components {\displaystyle S={\boldsymbol {a}}'{\boldsymbol {X}}=\sum _{j=1}^{p}a_{j}X_{j},}on {\displaystyle {\boldsymbol {a}}=(a_{1},\dots ,a_{p})'} . Aleshores{\displaystyle S\sim {\mathcal {C}}({\boldsymbol {a}}'{\boldsymbol {\mu }},{\sqrt {{\boldsymbol {a\Sigma }}{\boldsymbol {a}}'}}),}on aquesta última és una distribució de Cauchy ordinària (vegeu el comentari sobre les notacions a la definició més amunt).

### Moments i funció generatriu de moments
La distribució de Cauchy multivariant no té moments de cap ordre ni funció generatriu de moments.

### La distribució de Cauchy té simetria el·líptica
La distribució de Cauchy {\displaystyle {\mathcal {C}}_{p}({\boldsymbol {\mu }},{\boldsymbol {\Sigma }})} té simetria el·liptica. Quan {\displaystyle {\boldsymbol {\mu }}={\boldsymbol {0}}} i {\displaystyle {\boldsymbol {\Sigma }}=c^{2}{\boldsymbol {I}}_{p}}, amb {\displaystyle c>0}, té simetria esfèrica.

### Funció característica
La funció característica d'una distribució de Cauchy {\displaystyle {\mathcal {C}}_{p}({\boldsymbol {\mu }},{\boldsymbol {\Sigma }})} és {\displaystyle \varphi ({\boldsymbol {t}})=e^{i{\boldsymbol {t}}'{\boldsymbol {\mu }}-{\sqrt {{\boldsymbol {t}}'{\boldsymbol {\Sigma }}{\boldsymbol {t}}}}},\quad {\boldsymbol {t}}\in \mathbb {R} .}Quan {\displaystyle {\boldsymbol {\mu }}={\boldsymbol {0}}} i {\displaystyle {\boldsymbol {\Sigma }}={\boldsymbol {I}}_{p}}, llavors
{\displaystyle \varphi (t_{1},\dots ,t_{p})=e^{-{\sqrt {\sum _{j=1}^{p}t_{j}^{2}}}}.}

### Suma de vectors aleatoris de Cauchy independents i aplicacions
En aquesta secció ens restringirem al cas {\displaystyle {\boldsymbol {\Sigma }}=c^{2}\,{\boldsymbol {I}}_{p}}, amb {\displaystyle c>0}. La seva funció característica és{\displaystyle \varphi ({\boldsymbol {t}})=e^{i{\boldsymbol {t}}'{\boldsymbol {\mu }}-c{\sqrt {{\boldsymbol {t}}'{\boldsymbol {t}}}}},\quad {\boldsymbol {t}}\in \mathbb {R} .}A partir d'aquesta funció de densitat es demostra la següent propietat: Siguin {\displaystyle {\boldsymbol {X}}_{1}\sim {\mathcal {C}}_{p}({\boldsymbol {\mu }}_{1},c_{1}^{2}{\boldsymbol {I}}_{p}),\dots ,{\boldsymbol {X}}_{n}\sim {\mathcal {C}}_{p}({\boldsymbol {\mu }}_{n},c_{n}^{2}{\boldsymbol {I}}_{p})} i {\displaystyle a_{1}\dots ,a_{n}\in \mathbb {R} }, independents. Llavors {\displaystyle a_{1}{\boldsymbol {X}}_{1}+\cdots +a_{n}{\boldsymbol {X}}_{n}\sim {\mathcal {C}}_{p}{\bigg (}\sum _{j=1}^{n}a_{j}{\boldsymbol {\mu }}_{j},\,{\big (}\sum _{j=1}^{n}\vert a_{j}\vert \,c_{j}{\big )}^{2}{\boldsymbol {I}}_{p}{\bigg )}.}D'aquí es dedueix (o directament de la forma de la funció característica) que la distribució de Cauchy multivariant {\displaystyle {\mathcal {C}}_{p}({\boldsymbol {\mu }},c^{2}\,{\boldsymbol {I}}_{p})}, amb {\displaystyle c>0}, és estrictament estable i infinitament divisible

## Una altra definició de la distribució de Cauchy multivariant
En un notable article, Ferguson proposa una definició de distribució de Cauchy multivariant que adapta a aquest context una caracterització de la distribució normal multivariant.
Definició (Ferguson). Direm que un vector aleatori {\displaystyle {\boldsymbol {X}}=(X_{1},\dots ,X_{p})'} té una distribució de Cauchy multivariant si i només si tota combinació lineal de les seves components té una distribució de Cauchy. La distribució és diu simètrica si la massa es distribueix simètricament respecte algun punt de l'espai {\displaystyle \mathbb {R} ^{p}} .
A continuació, Ferguson demostra la següent caracterització:
Caracterització. Un vector aleatori té distribució de Cauchy (en el sentit anterior) si i només si la seva funció característica és de la forma {\displaystyle \varphi ({\boldsymbol {t}})=e^{i\alpha ({\boldsymbol {t}})-g({\boldsymbol {t}})},\qquad \qquad (5)}on {\displaystyle g({\boldsymbol {t}})\geq 0} i {\displaystyle \alpha ({\boldsymbol {t}})} són funcions reals tals que per a tot número real {\displaystyle c\in \mathbb {R} }, {\displaystyle g(c\,{\boldsymbol {t}})=\vert c\vert \,g({\boldsymbol {t}})\quad {\text{i}}\quad \alpha (c\,{\boldsymbol {t}})=c\,\alpha ({\boldsymbol {t}}).}A més, si la distribució és simètrica respecte un punt {\displaystyle {\boldsymbol {\alpha }}\in \mathbb {R} ^{p}}, llavors {\displaystyle \alpha ({\boldsymbol {t}})={\boldsymbol {\alpha }}^{\prime }{\boldsymbol {t}}.}
De les propietats que hem estudiat anteriorment, es dedueix que aquesta definició és més general que la que hem donat al principi i inclou més casos. Veiem-ne uns exemples:
1. Siguin {\displaystyle X_{1}} i {\displaystyle X_{2}} dues variables de Cauchy estàndard {\displaystyle {\mathcal {C}}(0,1)} independents, i considerem el vector bidimensional {\displaystyle {\boldsymbol {X}}=(X_{1},X_{2})^{\prime }}. Per les propietats de la distribució de Cauchy, el vector {\displaystyle {\boldsymbol {X}}} compleix la definició de Ferguson (també es pot veure que la seva funció característica és de la forma (5)). D'altra banda, la seva funció de densitat és {\displaystyle f_{\boldsymbol {X}}(x_{1},x_{2})={\frac {1}{\pi ^{2}}}{\frac {1}{(1+x_{1}^{2})(1+x_{2}^{2})}},}que no té la forma (1), i que per tant no compleix la definició inicial (alternativament es poden utilitzar la funcions característiques).
2. La definició de Ferguson inclou vectors aleatoris sense funció de densitat mentre que la definició del principi no. Per exemple sigui {\displaystyle X_{1}\sim {\mathcal {C}}(0,1)} i {\displaystyle X_{2}=X_{1}} . El vector {\displaystyle {\boldsymbol {X}}=(X_{1},X_{2})^{\prime }} compleix la definició de Ferguson però no té funció de densitat ja que està concentrat en la diagonal de pla {\displaystyle \{(x,y)\in \mathbb {R} ^{2}:\,x=y\}}.